# Die Höhle der Löwen/Staffel 16
Die sechzehnte Staffel der Unterhaltungsshow Die Höhle der Löwen wurde vom 2. September 2024 bis zum 28. Oktober 2024 vom deutschen Free-TV-Sender VOX ausgestrahlt. Die Moderation wurde wieder von Ermias Habtu übernommen. Als „Löwen“ sind Carsten Maschmeyer, Ralf Dümmel, Dagmar Wöhrl, Nils Glagau, Tillman Schulz, Janna Ensthaler, Tijen Onaran und Judith Williams dabei. Als Gastlöwen treten die ehemaligen Löwen Frank Thelen und Jochen Schweizer auf.

## Episoden
| Nr. (ges.) | Nr. (St.) | Teilnehmer                                                        | Premiere D    | Zuschauer |
| ---------- | --------- | ----------------------------------------------------------------- | ------------- | --------- |
| 143        | 1         | Nayca ○, Topfi ✓, ratzfatz ○, VUP ×, Zockerhelden ✓               | 2. Sep. 2024  | 1,23 Mio. |
| 144        | 2         | Maleup ○, Triple20 ×, TJ-Motion ✓, Karanga ×, Micalé Visions ○    | 9. Sep. 2024  | 1,45 Mio. |
| 145        | 3         | Metorbike ✓, Tämptästic ×, Vlace ✓, Manti Manti ×, FiniBee ×      | 16. Sep. 2024 | 1,20 Mio. |
| 146        | 4         | Diamazing Beauty ○, Dogscan ×, Dübelix ✓, Lykaia ×, RocketTutor ✓ | 23. Sep. 2024 | 1,39 Mio. |
| 147        | 5         | Rollerback ×, WC-Star ✓, Lānin Labs ×, FourWays ✓, lixl ×         | 30. Sep. 2024 | 1,33 Mio. |
| 148        | 6         | PuriPet, Backboon, nomadi, Holocafé, alla/jen                     | 7. Okt. 2024  | 1,32 Mio. |
| 149        | 7         | fredis Kinderdusche, bae treat, CityCaddy, BULGURCUPS, SEASON     | 21. Okt. 2024 | 1,15 Mio. |
| 150        | 8         | Mudda Natur, Flash Chance, Cocooner, Bulletpoint, Cupbrella,      | 28. Okt. 2024 | 1,27 Mio. |

## Gründer und Unternehmen
Die erste Spalte mit der Überschrift # entspricht der Episodennummer der Staffel und der Reihenfolge des Auftritts in der Sendung. Bei der angegebenen Bewertung handelt es sich jeweils um die sogenannte Pre-Money-Bewertung, diese stellt die Bewertung eines Unternehmens vor einer Finanzierungsrunde dar.
| #   | Name                                                                         | Gründer                                        | Bewertung   | Kapitalbedarf | Anteile | Investment             | Investor                            |
| --- | ---------------------------------------------------------------------------- | ---------------------------------------------- | ----------- | ------------- | ------- | ---------------------- | ----------------------------------- |
| 1.1 | Nayca Akkubetriebenes Wärmekissen                                            | Bruno und Carina Hader                         | 2.250.000 € | 250.000 €     | 10 %    | 250.000 € für 20 % 1.1 | Carsten Maschmeyer, Janna Ensthaler |
| 1.2 | Topfi Universeller Topfdeckelhalter                                          | Tomasz und Annette Makowski                    | 400.000 €   | 100.000 €     | 20 %    | 100.000 € für 25 %     | Ralf Dümmel                         |
| 1.3 | ratzfatz Tiefkühlgerichte für Kinder                                         | Sarina Marowiak, Maraike Höhne, Luisa Schubert | 900.000 €   | 100.000 €     | 10 %    | 100.000 € für 20 %     | Nils Glagau, Tillman Schulz         |
| 1.4 | VUP Krawattenalternative                                                     | Evelin Stefano                                 | 1.100.000 € | 150.000 €     | 12 %    | nein                   | nein                                |
| 1.5 | Zockerhelden Rechtsbeistands-Portal für Glücksspiel- und Lootbox-Geschädigte | Marc Ellerbrock, Werner Hansch                 | 708.333 €   | 125.000 €     | 15 %    | 125.000 € für 15 %     | Carsten Maschmeyer, Dagmar Wöhrl    |
| 2.1 | Maleup Concealer für Männer                                                  | Esad Alper, Joel Selzener                      | 1.350.000 € | 150.000 €     | 10 %    | 200.000 € für 20 % 2.1 | Judith Williams, Tillman Schulz     |
| 2.2 | Triple20 Darts-Schuhe                                                        | Wolfgang Marx, Jürgen Bloch 2.2                | 1.800.000 € | 200.000 €     | 10 %    | nein                   | nein                                |
| 2.3 | TJ-Motion Trainingsgerät für Kiefermuskeln und -gelenk                       | Oliver Brehm, Sonja Lyer                       | 600.000 €   | 200.000 €     | 25 %    | 200.000 € für 20 %     | Dagmar Wöhrl                        |
| 2.4 | Karanga Erdnuss-Sauce                                                        | Maximilian Arntzen, Valentina Heuschmidt       | 630.000 €   | 70.000 €      | 10 %    | nein                   | nein                                |
| 2.5 | Micalé Visions Vision Boards                                                 | Alisa Parisi, Virginia Schmidt                 | 600.000 €   | 150.000 €     | 20 %    | 150.000 € für 40 %     | Tijen Onaran                        |
| 3.1 | Metorbike Elektromotorrad                                                    | Marvin Rau, Michael Szpitalny                  | 2.441.176 € | 500.000 €     | 17 %    | 500.000 € für 25 %     | Carsten Maschmeyer, Nils Glagau     |
| 3.2 | Tämptästic Fermentierungslebensmittel aus Tempeh                             | Jana Klauke, Luca Menke                        | 360.000 €   | 40.000 €      | 10 %    | nein                   | nein                                |
| 3.3 | Vlace Vegane Sneaker                                                         | Viola Weller                                   | 1.800.000 € | 200.000 €     | 10 %    | 200.000 € für 23 %     | Janna Ensthaler                     |
| 3.4 | Manti Manti Kinderbrillen auf Rizinusbasis des Wunderbaums                   | Philippa König, Susann Hoffmann                | 4.500.000 € | 500.000 €     | 10 %    | nein                   | nein                                |
| 3.5 | FiniBee Powerbank-Verleihstation                                             | Thomas Hühne, Denise Ossenberg                 | 566.666 €   | 100.000 €     | 15 %    | nein                   | nein                                |
| 4.1 | Diamazing Beauty Kosmetikprodukte mit Nanodiamanten                          | Brigitte Steinmeyer                            | 900.000 €   | 100.000 €     | 10 %    | 100.000 € für 40 %     | Frank Thelen, Judith Williams       |
| 4.2 | Dogscan Lungenkrebsvorsorge durch Spürhunde                                  | Florian Wienen, Alexander Maßen                | 4.500.000 € | 500.000 €     | 15 %    | nein 4.2               | nein 4.2                            |
| 4.3 | Dübelix Werkzeug zur Dübel-Entfernung                                        | Robert Sobolewski, Markus Beck                 | 90.000 €    | 30.000 €      | 25 %    | 30.000 € für 25 %      | Ralf Dümmel                         |
| 4.4 | Lykaia Lebensmittel mit Pilzextrakten                                        | Jana Baltscheit                                | 566.666 €   | 100.000 €     | 15 %    | nein                   | nein                                |
| 4.5 | RocketTutor Mathematik-Nachhilfeplattform                                    | Yue Wu, Lionel Rühlemann, Komaldeep Chahal     | 9.123.810 € | 400.000 €     | 4,2 %   | 500.000 € für 7 % 4.5  | Carsten Maschmeyer                  |
| 5.1 | Rollerback Rückenunterstützung für Fahrradsitze                              | Josef Bogenschütz, Andreas Tscheinig           | 600.000 €   | 150.000 €     | 20 %    | nein                   | nein                                |
| 5.2 | WC-Star WC-Reiniger für Aufputz-Spülkasten                                   | Michael Grundmann, Francesco La Pica           | 75.000 €    | 25.000 €      | 25 %    | 25.000 € für 25 %      | Ralf Dümmel                         |
| 5.3 | Lānin Labs Kosmetikprodukte für melaninreiche Haut                           | Azuka Stekovics                                | 303.333 €   | 130.000 €     | 30 %    | nein                   | nein                                |
| 5.4 | FourWays PC-Steuerungssoftware für körperbehinderte Menschen                 | Anton Wachner                                  | 850.000 €   | 150.000 €     | 15 %    | 150.000 € für 15 %     | Carsten Maschmeyer                  |
| 5.5 | lixl 3D-RGB-Beleuchtung                                                      | Chris Herbold, Patrick Fomferra                | 900.00 €    | 300.000 €     | 25 %    | nein                   | nein                                |

## Einschaltquoten
| Folge | Datum         | Zuschauer        | Zuschauer     | Marktanteil      | Marktanteil   | Quelle |
| Folge | Datum         | Durchschnittlich | 14 – 49 Jahre | Durchschnittlich | 14 – 49 Jahre | Quelle |
| ----- | ------------- | ---------------- | ------------- | ---------------- | ------------- | ------ |
| 1     | 2. Sep. 2024  | 1,23 Mio.        | 0,43 Mio.     | 5,9 %            | 10,0 %        | [ 4 ]  |
| 2     | 9. Sep. 2024  | 1,45 Mio.        | 0,50 Mio.     | 6,5 %            | 11,1 %        | [ 5 ]  |
| 3     | 16. Sep. 2024 | 1,20 Mio.        | 0,46 Mio.     | 5,3 %            | 9,7 %         | [ 6 ]  |
| 4     | 23. Sep. 2024 | 1,39 Mio.        | 0,62 Mio.     | 6,4 %            | 14,1 %        | [ 7 ]  |
| 5     | 30. Sep. 2024 | 1,33 Mio.        | 0,56 Mio.     | 5,7 %            | 11,6 %        | [ 8 ]  |
| 6     | 7. Okt. 2024  | 1,37 Mio.        | 0,52 Mio.     | 5,8 %            | 10,0 %        | [ 9 ]  |
| 7     | 21. Okt. 2024 | 1,15 Mio.        | 0,49 Mio.     | 4,8 %            | 10,2 %        | [ 10 ] |
| 8     | 28. Okt. 2024 | 1,27 Mio.        | 0,47 Mio.     | 5,7 %            | 10,2 %        | [ 11 ] |